# Coachella
Coachella es una ciudad situada en el condado de Riverside, California, Estados Unidos. Tiene una población estimada, a mediados de 2022, de 42 835 habitantes.
La ciudad duplicó su población entre 2000 y 2010 y continúa siendo una de las municipalidades con más rápido crecimiento en California. A raíz del famoso festival musical que se desarrolla en las proximidades, también ha visto crecer exponencialmente el reconocimiento y el perfil de su nombre durante la última década.

## Toponimia
Jason L. Rector, originario de Iowa, fue el primer hombre en establecer un hogar permanente en Coachella, en el año 1900. Ayudado por su hermano, construyó el primer pozo de agua en el árido desierto. En esos días pensaron en fundar un pueblo y Rector propuso el nombre de "Conchilla", por la abundancia de conchillas en el área. Los desarrolladores diseñaron formalmente el sitio de la ciudad en enero de 1901 y enviaron un prospecto a los impresores, con el propósito de divulgar la existencia del nuevo pueblo y las enormes posibilidades agrícolas en el área circundante. Pero los impresores devolvieron el prospecto con Conchilla escrito Coachella (interpretando mal la letra “n” como una “a” y la “i” como una “e”). En lugar de postergar el anuncio, Rector decidió adoptar el nombre, que también fue adoptado por el valle.

## Geografía
La ciudad está ubicada en las coordenadas 33°41′25″N 116°08′35″O / 33.69038, -116.143128 (33.69038, -116.143128). Según la Oficina del Censo, tiene una superficie de 77.48 km², correspondientes en su totalidad a tierra firme.

## Demografía

### Censo de 2020
Según el censo de 2020, en ese momento la ciudad tenía una población de 41 941 habitantes. La densidad de población era de 541.31 hab./km².
| Raza                   | Núm.   | Porc.  |
| ---------------------- | ------ | ------ |
| Blancos                | 7261   | 17.31% |
| Afroamericanos         | 226    | 0.54%  |
| Amerindios             | 874    | 2.08%  |
| Asiáticos              | 232    | 0.55%  |
| Isleños del Pacífico   | 19     | 0.05%  |
| De otras razas         | 23 379 | 55.74% |
| De una mezcla de razas | 9950   | 23.72% |

Del total de la población, el 96.38% son hispanos o latinos de cualquier raza.

### Estimación 2017-2021
De acuerdo con la estimación 2017-2021 de la Oficina del Censo, los ingresos medios de los hogares de la localidad son de $40,688 y los ingresos medios de las familias son de $60,996. Los ingresos per cápita en los últimos doce meses, medidos en dólares de 2021, son de $21,996. Alrededor del 14.5% de la población está por debajo de la línea de pobreza.

### Censo de 2000
Según el censo de 2000, en ese momento los ingresos medios de los hogares de la localidad eran de $28,590 y los ingresos medios de las familias son de $28,320. Los hombres tenían ingresos medios por $23,044 frente a los $15,550 que percibían las mujeres. Los ingresos per cápita para la localidad eran de $7,416. Alrededor del 28.9% de la población estaban por debajo de la línea de pobreza.

## Economía

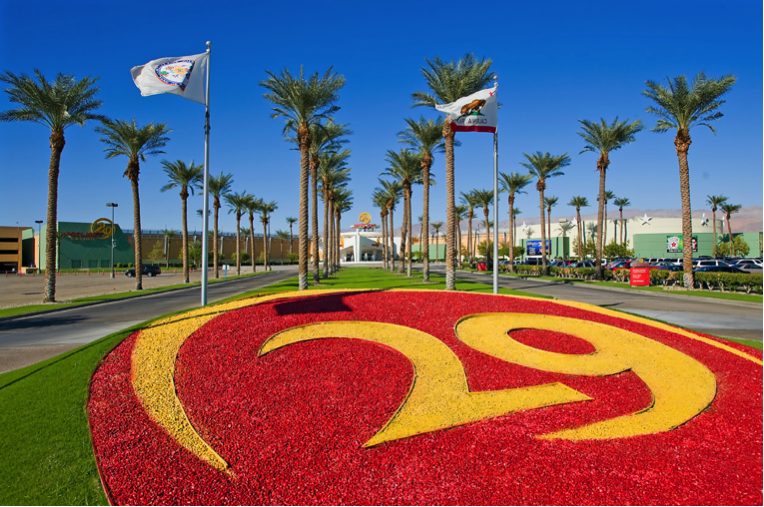
Spotlight 29 Casino

Un creciente 95% de los dátiles del país se producen en Coachella y sus comunidades vecinas. Otros cultivos importantes incluyen uvas, cítricos, maíz, alcachofas, pimientos, zanahorias y muchos otros. Coachella Grapefruit lleva el nombre de la ciudad y en un momento fue tan crucial para su economía que la parte de la Autopista 111 que atraviesa la ciudad se conoce como Grapefruit Boulevard.
Coachella se está volviendo conocida también por sus casinos. Spotlight 29 Casino y Augustine Casino, ambos bordeando los límites de la ciudad, ofrecen una amplia gama de opciones de juego y actuaciones en vivo durante todo el año. Los dos casinos son operados por tribus nativo americanas.

## Festividades
En la ciudad se celebran cuatro fiestas anualmente: el Cinco de Mayo (un tributo a la cultura y el orgullo mexicano); las Fiestas Patrias o “El Grito”, en las que celebra la independencia de México de España, el 16 de septiembre; el desfile nocturno de Navidad, cada segundo sábado de diciembre; y la festividad en honor de la Virgen de Guadalupe (patrona de México), el 12 de diciembre.